# Đầu máy xe lửa

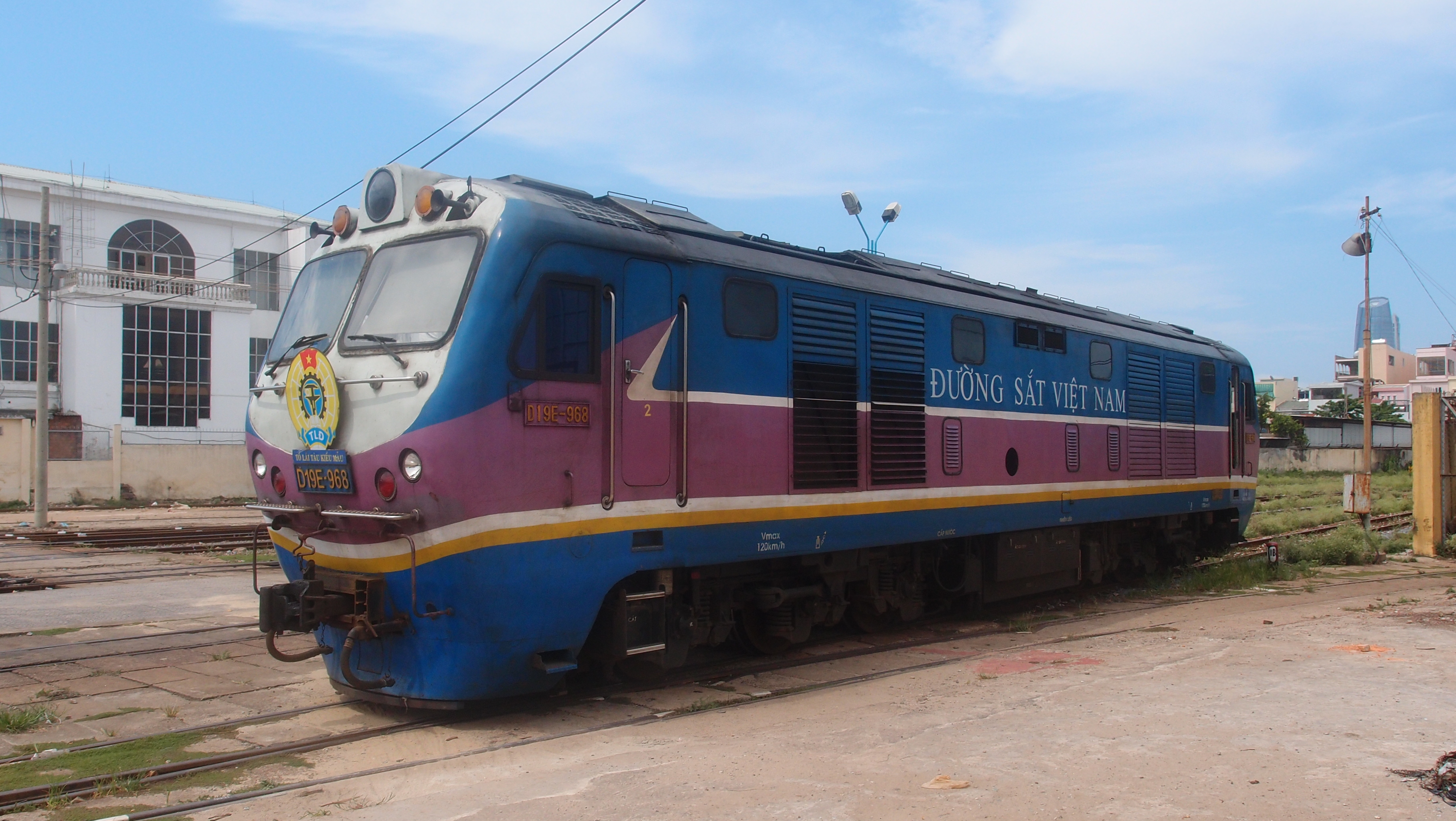
Đầu máy Đổi mới thường được sử dụng trên tuyến Đường sắt Bắc Nam tại Việt Nam

Đầu máy xe lửa là loại đầu máy chạy trên đường sắt (đường ray) có sức kéo hàng nghìn mã lực, có khả năng kéo hàng chục toa tàu để chở nhiều tấn hàng hóa và con người. Bản thân đầu máy thường không chở hàng hóa mà chỉ dùng để đẩy và kéo đoàn tàu.
Đầu máy xe lửa có thể lấy than, dầu diesel hay điện làm nhiên liệu; hiện nay các đầu máy xe lửa thường chạy bằng điện như tại Đức, Pháp, Anh, Mỹ, Nhật....

## Lịch sử đầu máy xe lửa
Người đầu tiên chế tạo một đầu máy xe lửa chở hành khách là George Stephenson, một người thợ làm trong hầm mỏ tại Anh. Khi trước làm việc dưới hầm mỏ, Stephenson đã từng quen thuộc với các loại máy hơi nước của James Watt. Rồi theo các ý tưởng của William Murdock và Richard Trevithick, ông chế tạo một đầu tàu kéo được 90 tấn trên quãng đường 85 dặm. Stephenson chế tạo tiếp chiếc xe nữa, nặng 4 tấn rưỡi và bánh xe có đường kính 1,42 mét. Chiếc thứ ba có tên là Rocket và được cho chạy vào năm 1830. Trong những lần thử ban đầu, chiếc Rocket chở được 36 hành khách và chạy với tốc độ 30 dặm một giờ.
Đường ray xe lửa đầu tiên cũng được George Stephenson xây dựng, dài 32 cây số. Đầu máy Stourbridge Lion là chiếc xe lửa đầu tiên được dùng có tính cách thương mại tại Hoa Kỳ.
Năm 1831, đầu máy John Bull được Hoa Kỳ nhập khẩu từ Anh để chạy tuyến đường Camden và Amboy nhưng đầu máy này quá nặng nề đối với đường xe lửa mỏng manh của Hoa Kỳ. Năm 1830, Peter Cooper chế tạo chiếc đầu tàu Tom Thumb dùng cho đường xe lửa Baltimore - Ohio và xưởng đúc West Point cho ra đời chiếc xe Best Friend để sử dụng vào năm 1831 tại tiểu bang Nam Carolina, trên tuyến đường giữa Charleston và Hamburg. Các nồi súp-de (hơi) khi thì được đặt thẳng đứng, lúc sửa đổi thành nằm ngang. Chiếc đầu tàu xe lửa lịch sử De Witt Clinton của công ty hỏa xa Mohawk and Hudson do xưởng đúc West Point chế tạo có nồi súp-de nằm ngang. Vào tháng 8 năm 1831, chiếc đầu tàu lịch sử kể trên đã kéo một đoàn tàu không mui chạy quãng đường dài 17 dậm từ Albany tới Schenectady trong 1 giờ 45 phút và đã đạt được vận tốc tối đa là 30 dặm một giờ. Lúc trở về đoàn tàu đã chạy trong khoảng một giờ. Xe lửa De Witt Clinton đã được dùng trong 14 năm rồi mới chịu nhường chỗ cho các con tàu tân tiến hơn.
Xưởng Rogers Locomotive ở Paterson, New Jersey, các đầu tàu được chế tạo với các xy lanh nằm bên ngoài khung tàu. Chiếc đầu tàu chế tạo cho đường xe lửa New York, New Haven và Harford đã trở nên mẫu mực trong nửa thế kỷ cho các đầu tàu khác tại Hoa Kỳ. Chiếc đầu máy này có 8 bánh, 11 xi lanh dài 45 cm.
Đầu máy Virginian có chiều dài 32.6 mét nặng 450 tấn đủ sức kéo được 17,000 tấn. Nhờ khả năng chở nặng,
Sau thời kỳ động cơ hơi nước là động cơ diezen và động cơ điện, điện từ trường. Đầu máy được phổ thông hóa và xe lửa được nhiều người dùng tới.

## Đầu máy xe lửa hiện đại

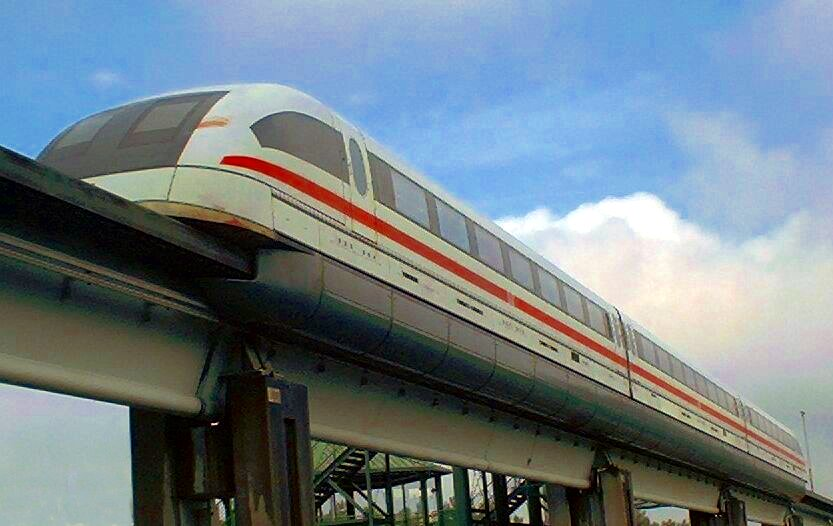
Đầu máy dùng lực nâng từ trường ở Đức

## Hiện trạng tại Việt Nam

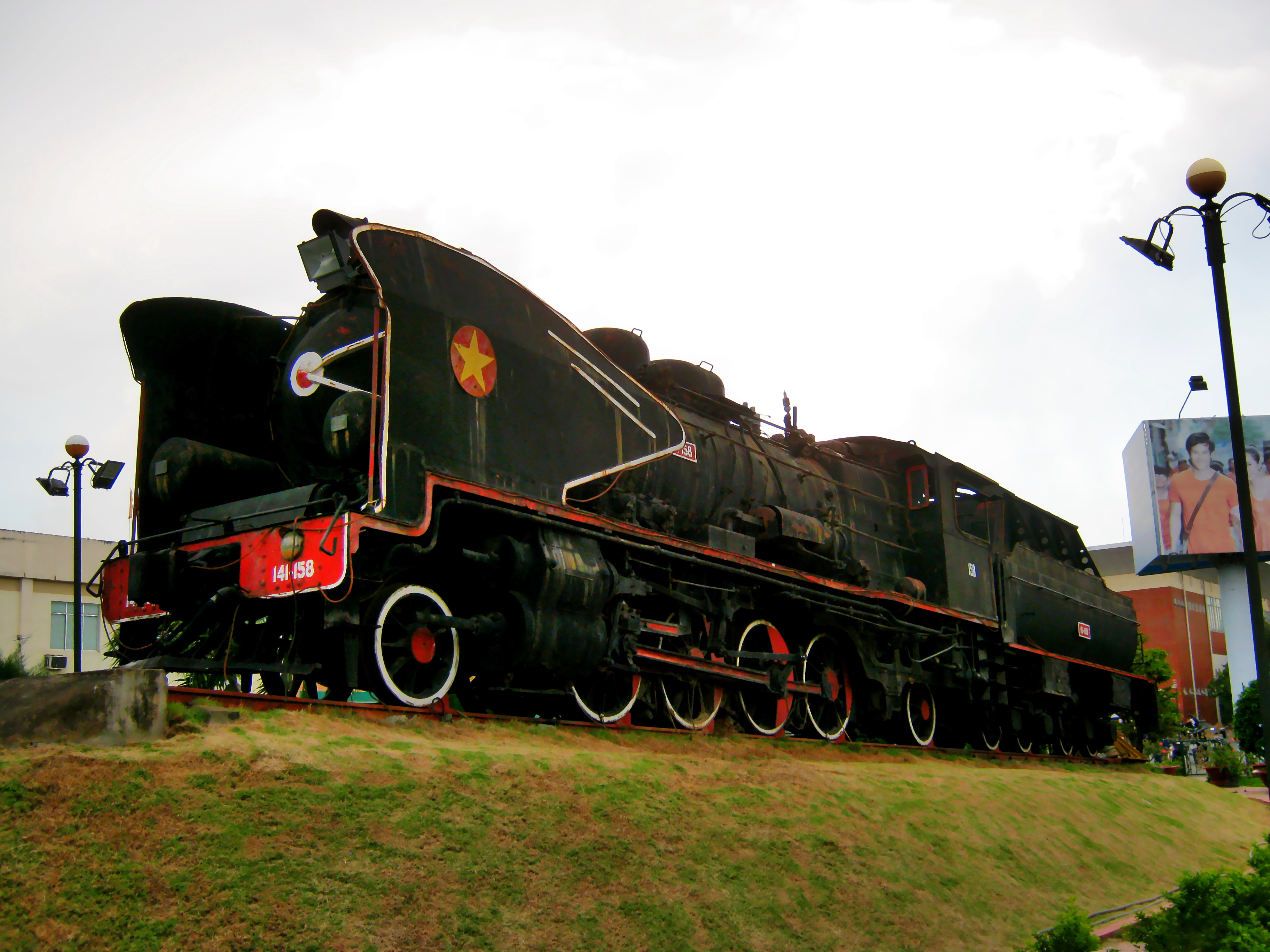
Một đầu máy xe lửa chạy bằng hơi nước do Việt Nam chế tạo năm 1964 được trưng bày tại Ga Sài Gòn

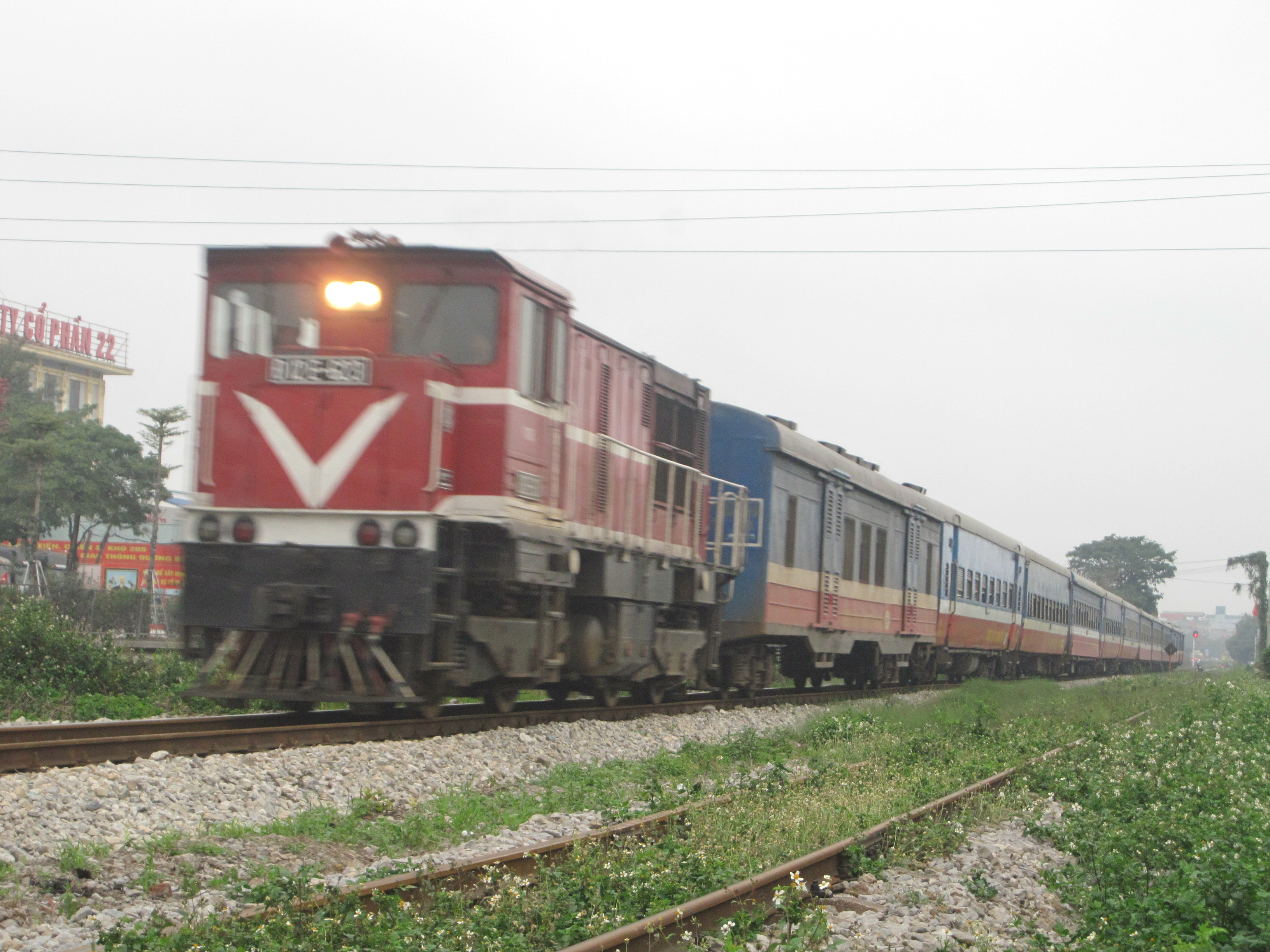
Đầu máy D12E kéo đoàn tàu mác LP tuyến Hải Phòng-Long Biên

Hiện trạng tại Việt Nam đang vận dụng các loại Đầu Máy (ĐM) Xe Lửa như sau:
- ĐM D2M (Là 1 biến thể của ĐM Liên Xô D4H, vận dụng ở xí nghiệp toa xe Đà Nẵng) 1 chiếc 400 mã lực (công suất)
- ĐM D4H (Liên Xô, có một số đầu máy khổ 1435mm) 77 chiếc 400 mã lực (công suất)
- ĐM D4HR (Là 1 biến thể của ĐM Liên Xô D4H, vận dụng ở ga Đà Lạt) 2 chiếc 400 mã lực (công suất)
- ĐM D5H (Úc) 13 chiếc 500 mã lực (công suất)
- ĐM D8E (Việt Nam) 2 chiếc 800 mã lực (công suất) (hiện đã ngừng vận dụng)
- ĐM D9E (Mỹ) 33 chiếc 900 mã lực (công suất) (hiện đã ngừng vận dụng từ 1/1/2021)
- ĐM D10E (Nguyên bản là ĐM D9E nhưng được lắp động cơ Caterpilar 1000 HP) 2 chiếc 1.000 mã lực (công suất)

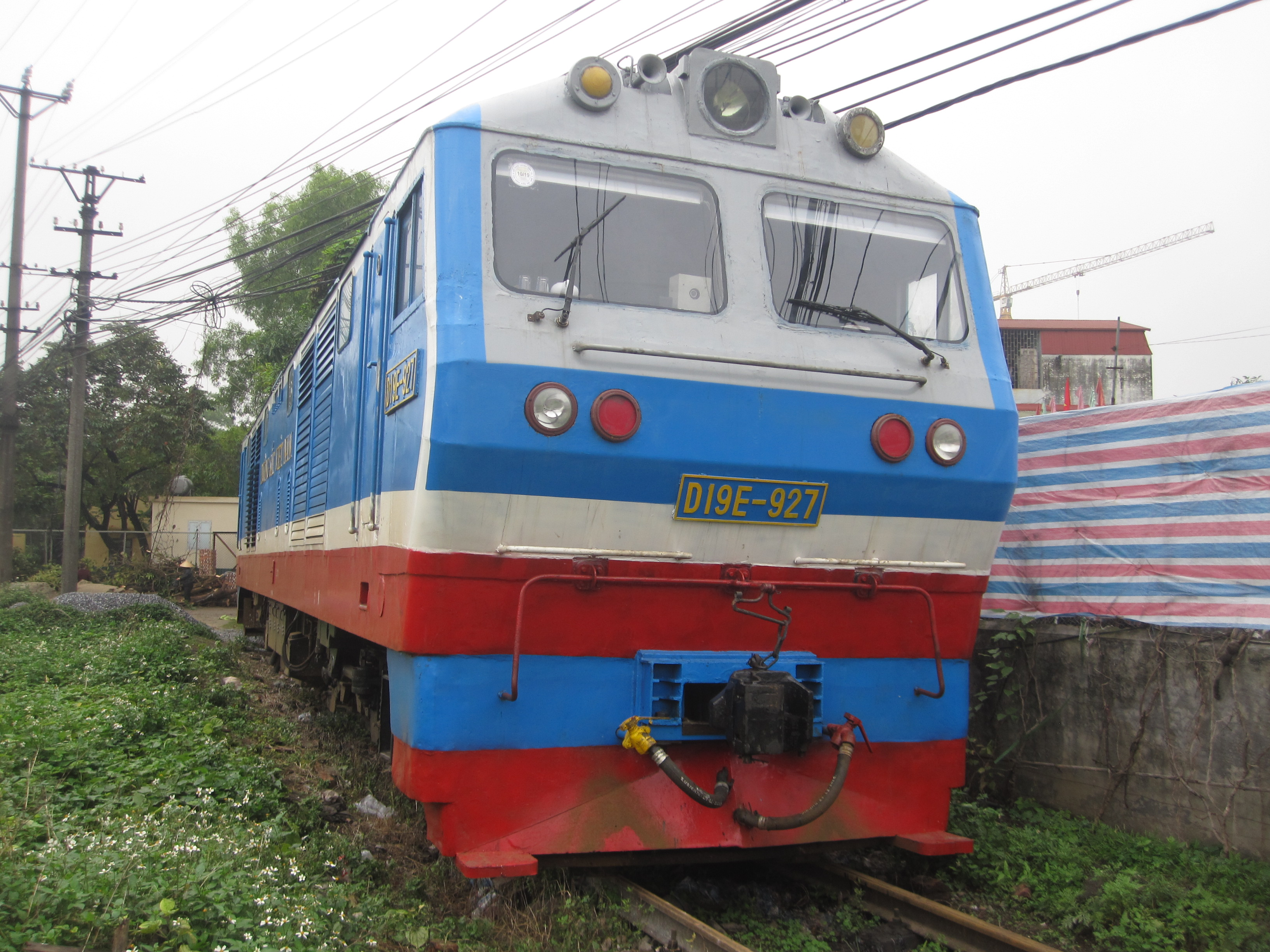
Đầu máy Đổi Mới D19E-927

- Đầu máy Đổi Mới D19E-927ĐM D10H (Trung Quốc) 20 chiếc 1.000mã lực(công suất)
- ĐM D11H (Rumani) 23 chiếc 1.100 mã lực (công suất)
- ĐM D12E (Tiệp Khắc) 40 chiếc 1.200 mã lực (công suất)
- ĐM D13E (Ấn Độ) 24 chiếc 1.300 mã lực (công suất)
- ĐM D14E (Trung Quốc,khổ 1435mm) 5 chiếc 1.400 mã lực (công suất)
- ĐM D18E (Bỉ) 16 chiếc 1.800 mã lực (công suất)
- ĐM D19E (Số hiệu: Từ 901 đến 940: Trung Quốc, Từ 941 đến 980: Việt Nam 80 chiếc 1.900 mã lực (công suất)
- ĐM D19Er (Trung Quốc, khổ 1435 mm) 5 chiếc 1.950 mã lực (công suất)
- ĐM D20E (Đức) 16 chiếc 2.000 mã lực (công suất)
- ĐM TU6P (Nga, có ở ga Đà Lạt) 2 chiếc 400 mã lực (công suất)
- ĐM DD11 của Nhật Bản, bị bỏ hoang ở Công ty Xe lửa Gia Lâm 1 chiếc 400 mã lực (công suất)
- Các đầu máy hơi nước (thuộc quản lý Gang thép Thái Nguyên, không thuộc quản lý của Tổng Công ty Đường sắt Việt Nam nhưng không còn sử dụng)
- Ngoài ra còn có các đầu máy khác không thuộc quản lí của Tổng Công ty Đường sắt Việt Nam như: CK1E, CK6 của Công ty Apatit Việt Nam; CK1E, TY7E (hay TY7A3, 1 dạng khác của D4H)  của Công ty Tuyển than Cửa Ông và CK1F của Công ty Kho vận Đá Bạc.